# Trapt (album)
Trapt este albumul cu acelasi nume al formatiei Trapt. Albumul a urcat pana pe locul 42 in topul de vanzari-albume Billboard 200.A fost recompensat cu Aur in mai 2003, apoi platina in noiembrie al aceluiasi an.

## Lista pieselor
1. "Headstrong" – 4:46
2. "Made of Glass" – 3:29
3. "Hollowman" – 5:03
4. "These Walls" – 4:05
5. "Still Frame" – 4:31
6. "Echo" – 4:11
7. "The Game" – 5:05
8. "When All Is Said And Done" – 4:16
9. "Enigma" – 4:41
10. "Stories" – 3:55
11. "New Beginning" – 9:12

## Poziții în topuri
| An   | Piesa       | Top                    | Pozitie |
| ---- | ----------- | ---------------------- | ------- |
| 2004 | Echo        | Mainstream Rock Tracks | 13      |
| 2004 | Echo        | Modern Rock Tracks     | 10      |
| 2003 | Headstrong  | Mainstream Rock Tracks | 1       |
| 2003 | Headstrong  | Modern Rock Track      | 1       |
| 2003 | Headstrong  | The Billboard Hot 100  | 16      |
| 2003 | Still Frame | Mainstream Rock Tracks | 1       |
| 2003 | Still Frame | Modern Rock Tracks     | 3       |
| 2003 | Still Frame | The Billboard Hot 100  | 69      |